# Уридия, Мераби Мамукович
Мераби Мамукович Уридия (род. 7 апреля 1993, Батуми) — российский футболист, нападающий воронежского «Факела».

## Карьера
В 1995 году вместе с родителями в статусе беженцев переехал в Москву; семья жила в условиях по 20 человек в комнате. В шесть лет начал заниматься в команде ФК «Торпедо-ЗИЛ». Первым тренером был Андрей Талалаев, который работал с игроком на протяжении пяти лет. Был в академиях «Спартака» и «Локомотива», но не выдержал конкуренции.
Бабушка, дед и дядя Мераби жили в Казани, и школьником он ездил туда каждое лето; в шестнадцать лет он прибыл в «Рубин». В первый год стал лучшим бомбардиром чемпионата Татарстана;  в следующем году выиграл чемпионат России по футболу среди юношей 1993 года рождения. Привлекался к тренировкам с основным составом, участвовал в тактических разборах Бердыева; на вопрос последнего, что он предпочитает — играть или сидеть на скамье — ответил: «играть», и два сезона провёл в аренде в нижнекамском  «Нефтехимике».
По приглашению Талалаева перешёл в нижегородскую «Волгу», однако за весь сезон так и не сумел забить ни одного гола. Сезон 15/16 провёл в аренде в грузинском клубе «Шукура» Кобулети. После возвращения понял, что в Казани на него никто не рассчитывает — «должен был самостоятельно узнавать, когда и с кем тренироваться» — и разорвал контракт. Ездил на просмотр в ФК «Сочи» и песчанокопскую «Чайку», но не был подписан, поскольку руководство казанского клуба не вернуло его трансфер из Грузии в РФС, и Уридия в России считался бы легионером. Поддерживал форму в составе студенческой команды Поволжской академии и мини-футбольного клуба «Комус». Осенью 2016 года на всероссийском турнире вузов в Сочи стал лучшим бомбардиром первенства.
Весну 2017 года провёл в составе московского «Торпедо».
Летом 2017 года вернулся в «Нефтехимик», в составе которого в сезоне-2018/19 стал победителем Первенства ПФЛ в группе «Урал-Приволжье» и признан лучшим игроком турнира в группе «Урал-Приволжье».
Летом 2019 года проходил просмотр в «Рубине», но в итоге клуб отказался его подписывать.
В феврале 2023 года Уридия подписал контракт с казанским «Рубином».
После ухода из «Рубина» выступал за новороссийский «Черноморец», а 23 июня 2025 года стал игроком воронежского «Факела».

## Личная жизнь
Женат. Дочка родилась в Кобулети. Себя считает «настоящим грузином», однако он отверг предложение восстановить грузинское гражданство. Младший брат Гиоргий тоже футболист.